# 30 de junho
30 de junho é o 181.º dia do ano no calendário gregoriano (182.º em anos bissextos). Faltam 184 dias para acabar o ano.

## Eventos históricos

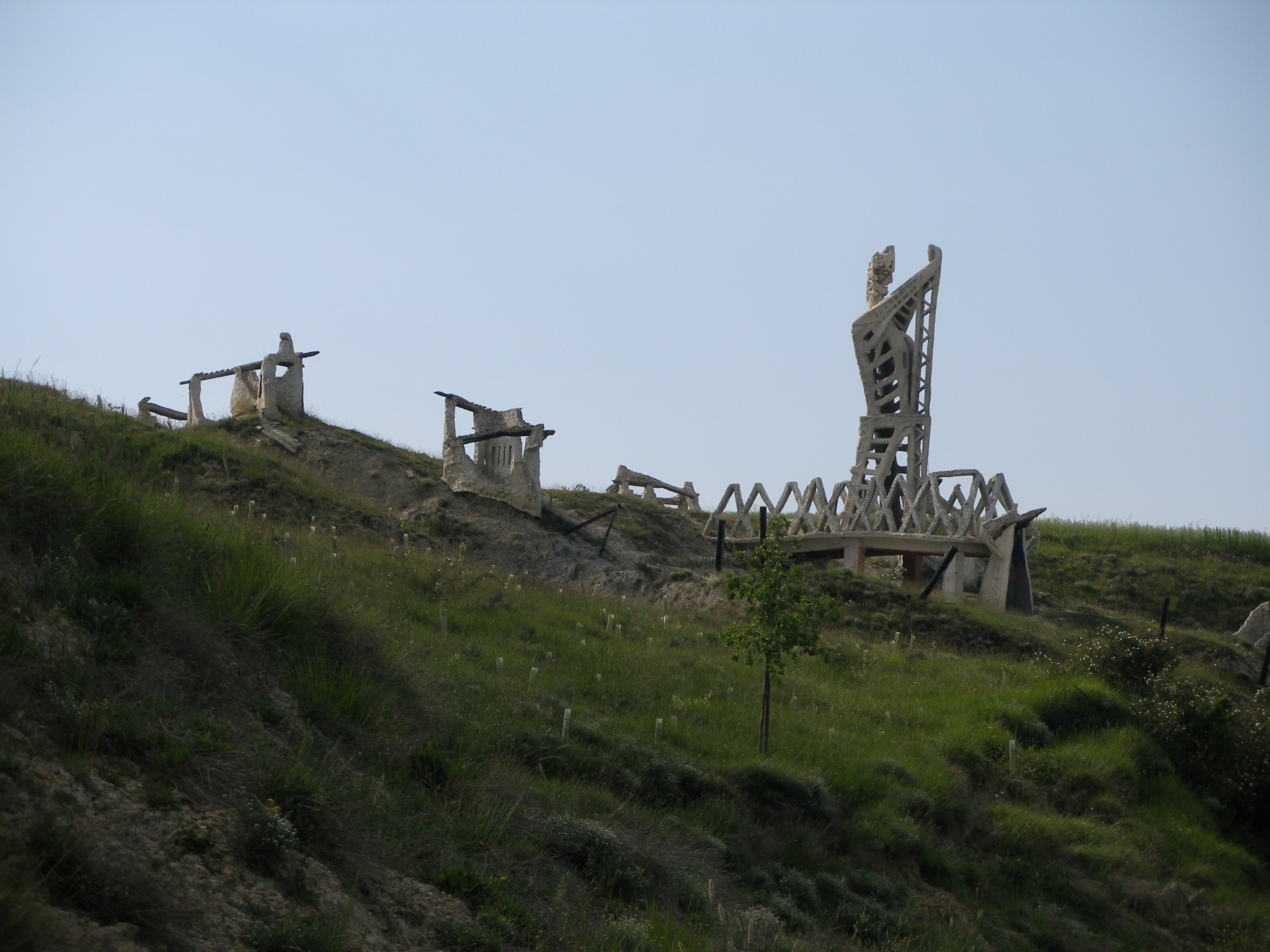
1521: Monumento em memória à Batalha de Esquiroz

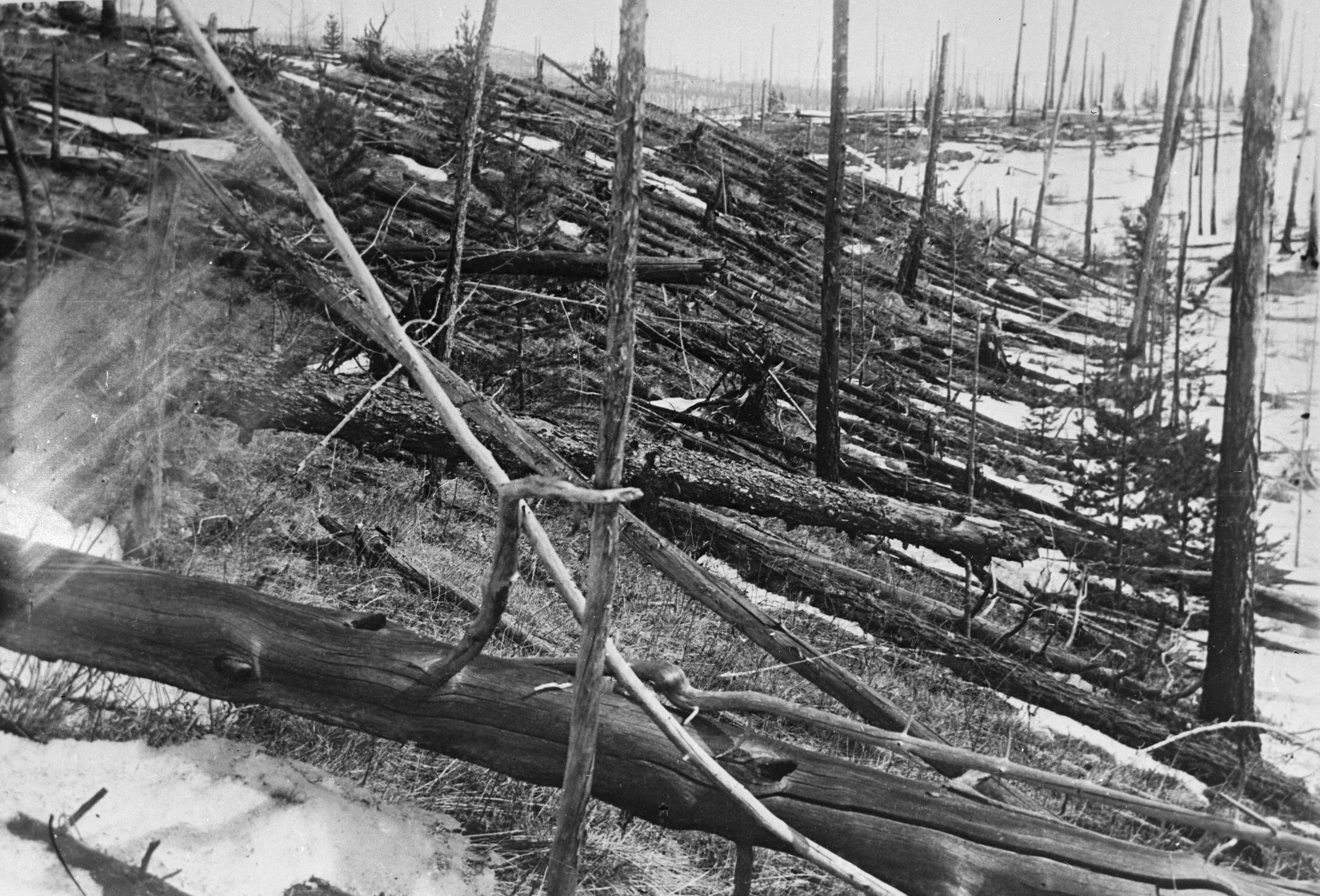
1908: Evento de Tunguska

- 0296 — Papa Marcelino inicia seu papado.[1]
- 0763 — O exército romano-oriental (bizantino) do imperador Constantino V derrota as forças búlgaras na Batalha de Anquíalo.
- 1422 — Batalha de Arbedo entre o duque de Milão e os cantões suíços.
- 1520 — Os conquistadores espanhóis liderados por Hernán Cortés lutam para sair de Tenochtitlán, a capital do Império Asteca.
- 1521 — As forças espanholas derrotam um exército combinado francês e navarro na Batalha de Esquiroz durante a conquista espanhola da Navarra Ibérica.
- 1559 — O rei Henrique II da França é mortalmente ferido em uma justa.[2]
- 1632 — É fundada a Universidade de Tartu.
- 1688 — Os Sete Imortais emitem o Convite a Guilherme, que culminaria na Revolução Gloriosa.
- 1793 — Inauguração do Teatro Nacional de São Carlos, em Lisboa.
- 1859 — O acrobata francês Charles Blondin atravessa as Cataratas do Niágara em uma corda bamba.
- 1882 — Charles J. Guiteau é enforcado em Washington, D.C. pelo assassinato do presidente dos Estados Unidos, James Garfield.
- 1892 — Começa a Greve de Homestead perto de Pittsburgh, Pensilvânia.
- 1900 — Um incêndio selvagem destruiu três navios a vapor atracados em um píer em Hoboken, Nova Jersey. Mais de 200 tripulantes e passageiros morreram e centenas ficaram feridos.[3]
- 1905 — Albert Einstein envia o artigo Zur Elektrodynamik bewegter Körper ("Sobre a eletrodinâmica dos corpos em movimento"), no qual introduz a relatividade restrita, para publicação no Annalen der Physik.
- 1908 — Ocorre o Evento de Tunguska, o maior evento de impacto no Planeta Terra na história humana registrada, resultando em uma enorme explosão sobre a Sibéria Oriental.
- 1922 — Em Washington D.C., o Secretário de Estado dos Estados Unidos Charles Evans Hughes e o embaixador dominicano Francisco J. Peynado assinam o acordo Hughes-Peynado, que encerra a ocupação da República Dominicana pelos Estados Unidos.
- 1934 — Na Noite das Facas Longas, o então chanceler da Alemanha Adolf Hitler manda matar vários membros do Partido Nazista, identificados por ele como possíveis inimigos no futuro.
- 1936 — O imperador Haile Selassie, da Abissínia (atual Etiópia), pede ajuda à Liga das Nações contra a invasão do seu país pela Itália.
- 1953 — O primeiro Chevrolet Corvette sai da linha de montagem em Flint, Michigan, EUA.
- 1956 — Um TWA Super Constellation e um DC-7 da United Airlines colidem sobre o Grand Canyon no Arizona e caem, matando todas as 128 pessoas a bordo dos dois aviões.
- 1958 — É inaugurado o Palácio da Alvorada, em Brasília.
- 1960 — Congo Belga ganha independência como República do Congo (Léopoldville).
- 1963 — Massacre de Ciaculli: um carro-bomba, atribuído ao chefe da Cosa nostra Salvatore Greco, mata sete policiais e militares perto de Palermo.
- 1968 — Papa Paulo VI publica o Credo do Povo de Deus.
- 1971 — A tripulação da espaçonave soviética Soyuz 11 é morta quando seu suprimento de ar escapa por uma válvula defeituosa.
- 1972 — O primeiro segundo bissexto é adicionado ao sistema de horário UTC.
- 1973 — O Concorde 001 intercepta o caminho de um eclipse solar total e segue a sombra da lua, experimentando a mais longa observação do eclipse total.
- 1977 — Dissolvida a Organização do Tratado do Sudeste Asiático.
- 1985 — Trinta e nove reféns americanos do voo TWA 847 são libertados em Beirute após 17 dias de sequestro.
- 1988 — Escândalo dos Cachirules: a Seleção Mexicana de Futebol é punida com 2 anos de suspensão por inscrever jogadores com idade superior ao permitido em uma partida válida pelas eliminatórias do Campeonato Mundial de Futebol Sub-20 de 1989.
- 1989 — Um golpe de Estado no Sudão depõe o governo democraticamente eleito do primeiro-ministro Sadiq al-Mahdi e do presidente Ahmed al-Mirghani.
- 1990 — Alemanha Oriental e Alemanha Ocidental fundem suas economias.
- 1997 — Reino Unido transfere a soberania sobre Hong Kong para a China.
- 2002 — O Brasil conquistou pela quinta vez o título mundial, depois de derrotar a Alemanha na final da Copa do Mundo FIFA de 2002
- 2009 — O voo Yemenia 626, um Airbus A310-300, cai no Oceano Índico perto de Comores, matando 152 das 153 pessoas a bordo. Uma menina de 14 anos sobrevive ao acidente.
- 2013 — Começam os protestos no Egito contra o presidente Mohamed Morsi, levando à sua derrubada durante o golpe de estado egípcio de 2013.
- 2015 — Uma aeronave militar Hercules C-130 com 113 pessoas a bordo cai em uma área residencial em Medan, na Indonésia, resultando em pelo menos 116 mortes.
- 2019 — Donald Trump se torna o primeiro presidente dos Estados Unidos em exercício a visitar a República Popular Democrática da Coreia (Coreia do Norte).[4]
- 2020 — Entre protestos, China aprova lei de segurança nacional, ignorando o Conselho Legislativo de Hong Kong.[5]
- 2023 — No Brasil, Tribunal Superior Eleitoral forma maioria pela inelegibilidade do ex-presidente Jair Bolsonaro até 2030.

## Nascimentos

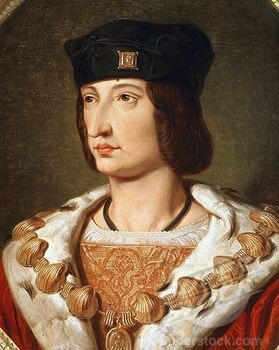
Carlos VIII da França

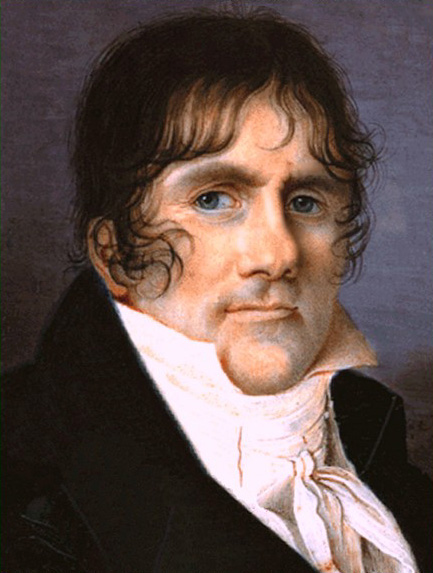
Paul Barras

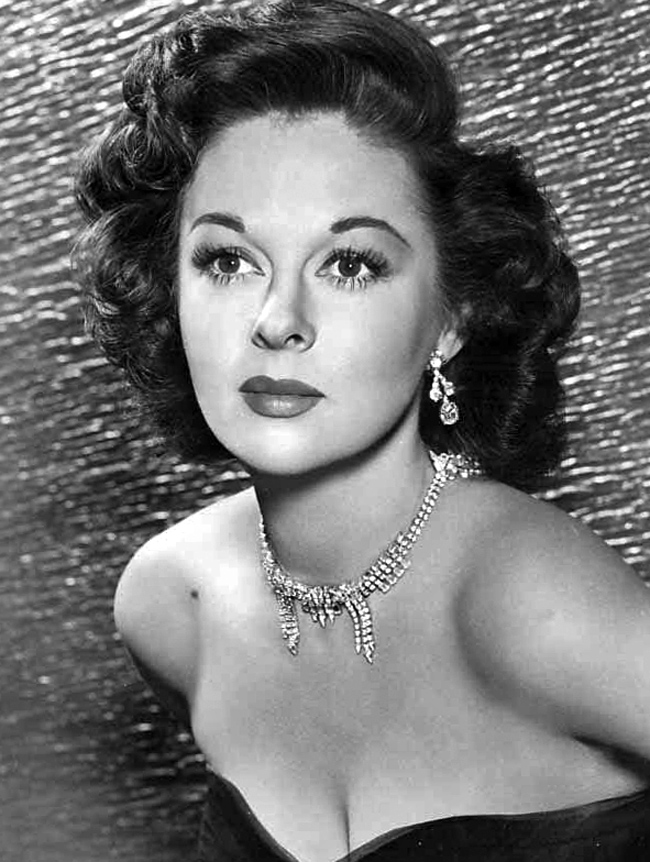
Susan Hayward

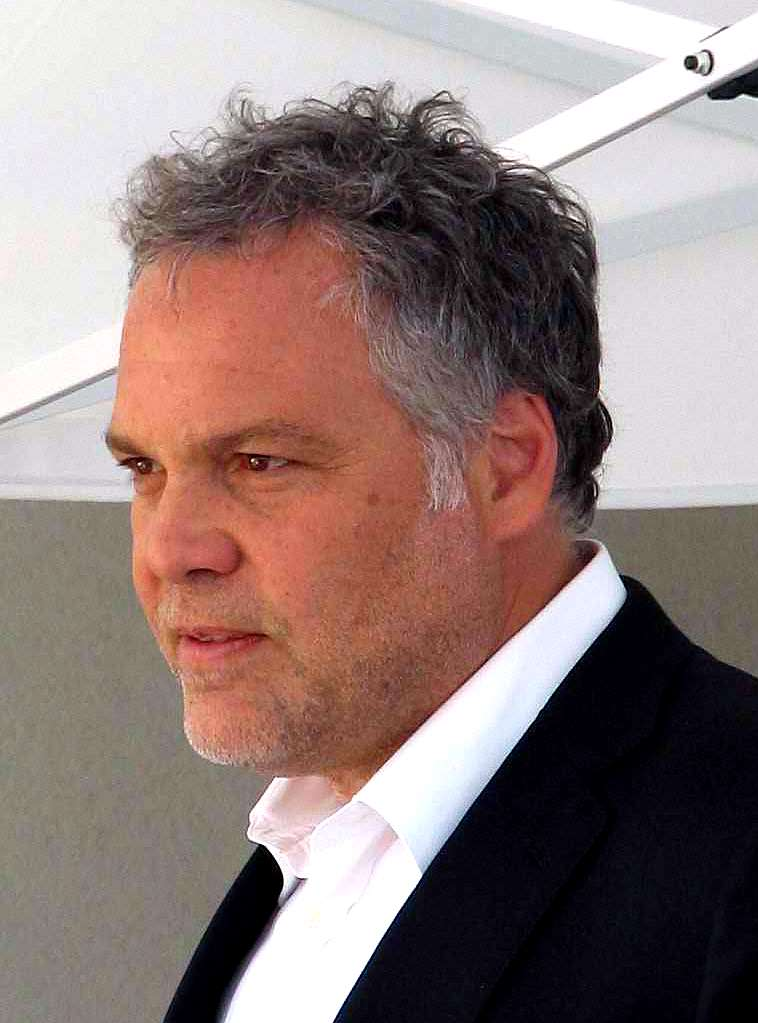
Vincent D'Onofrio

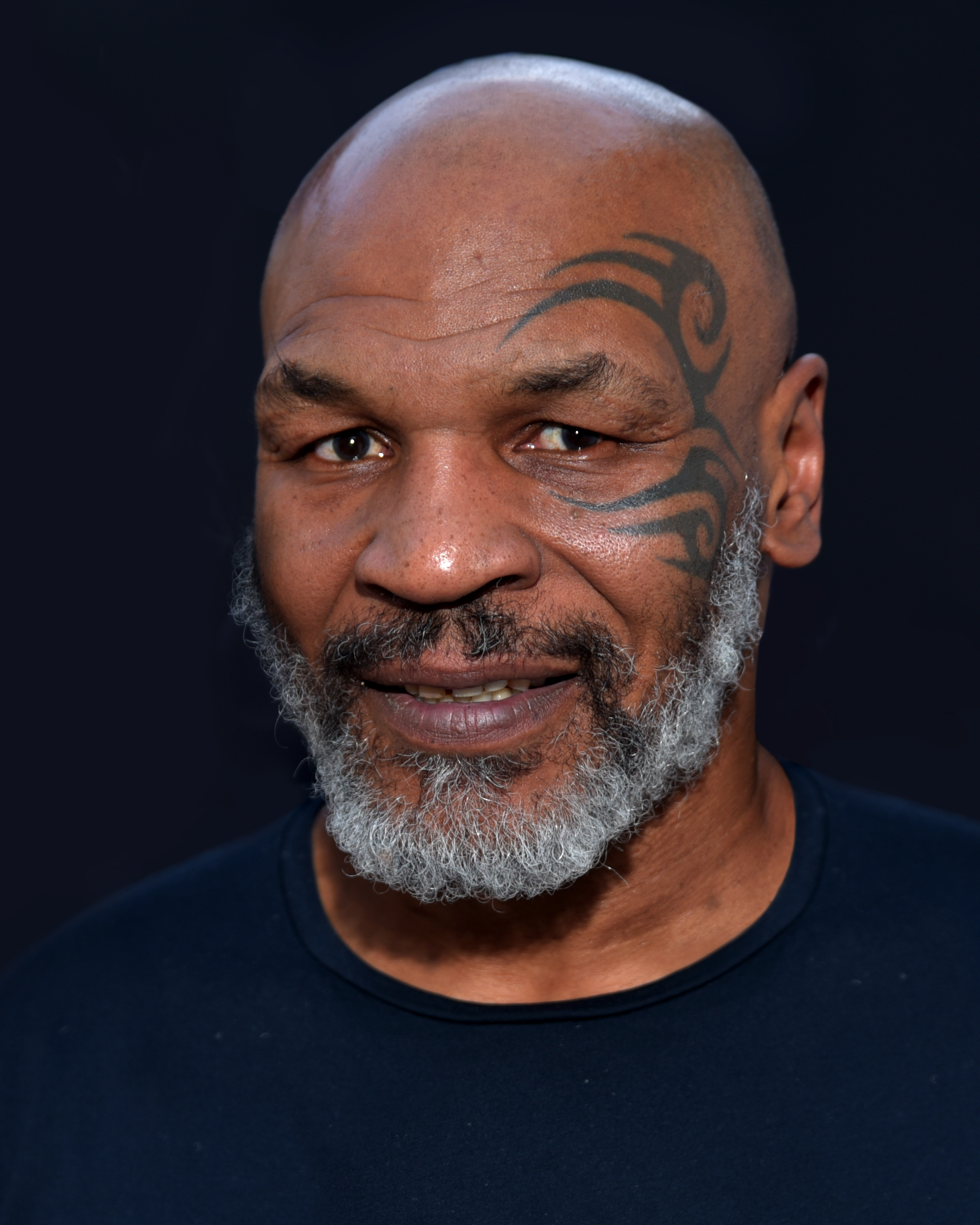
Mike Tyson

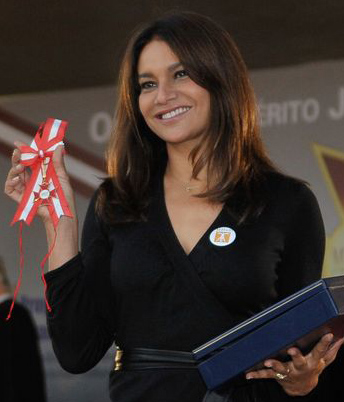
Dira Paes

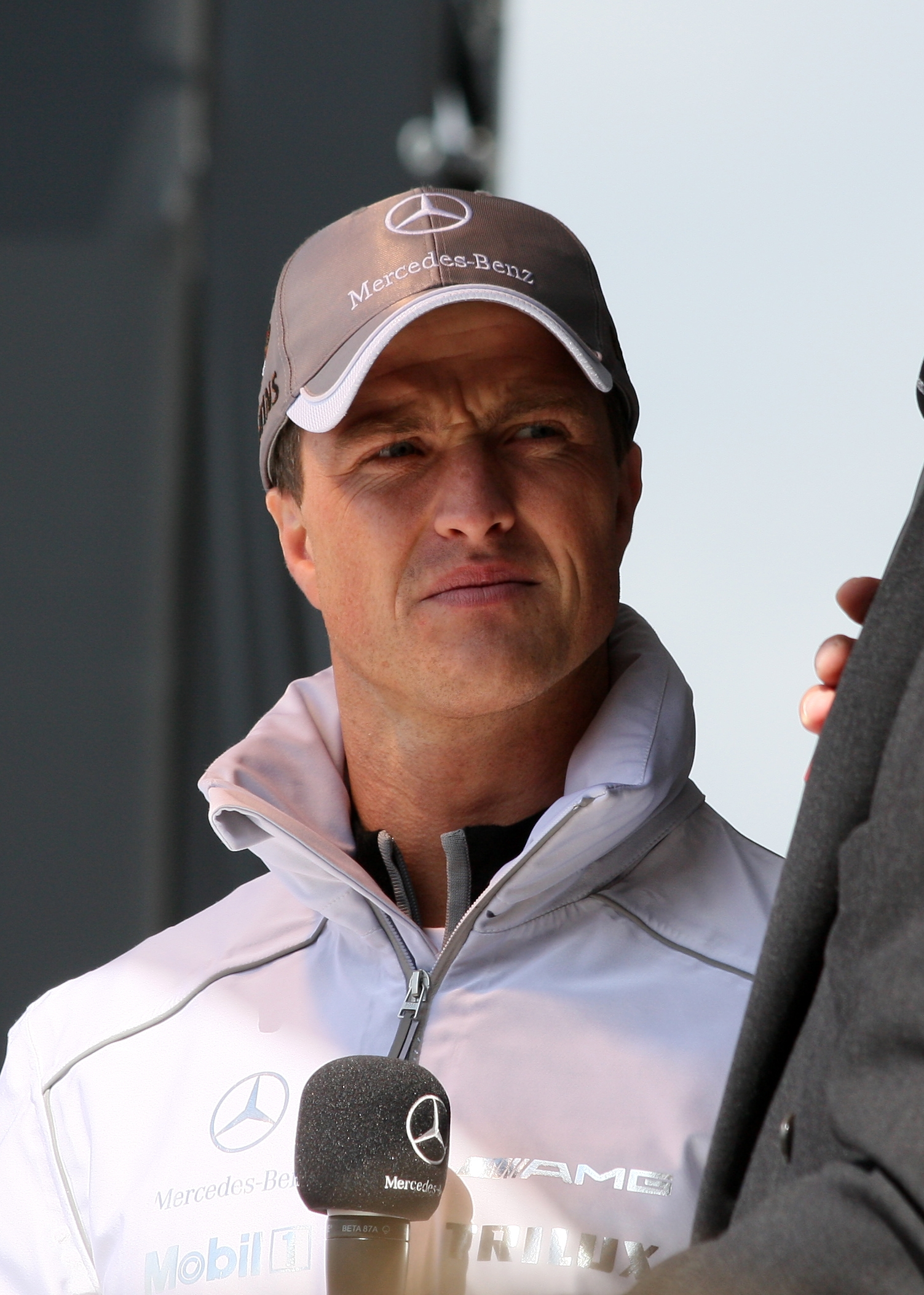
Ralf Schumacher

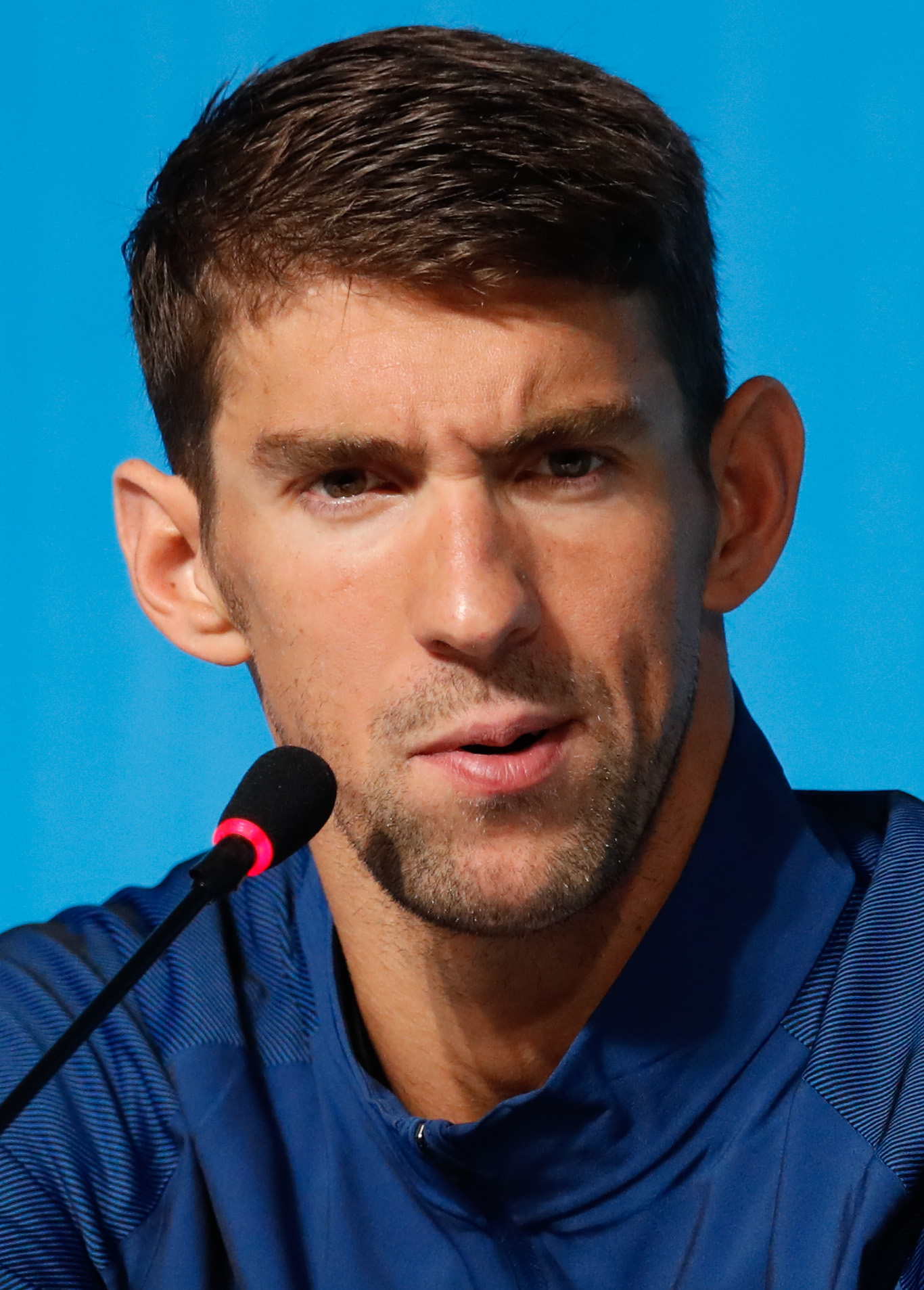
Michael Phelps

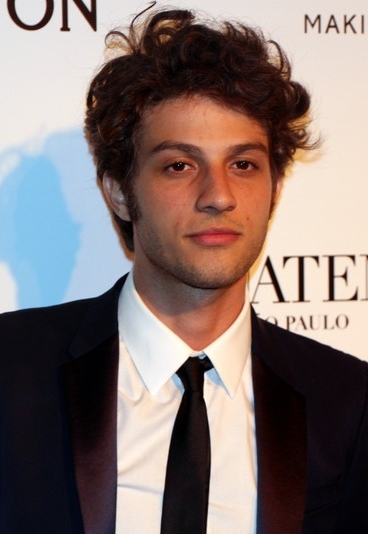
Chay Suede

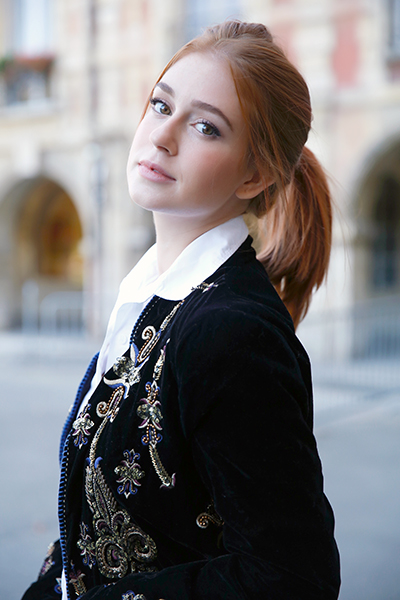
Marina Ruy Barbosa

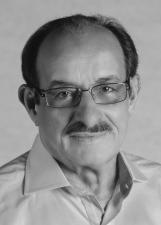
Fernando Gomes de Oliveira

### Anteriores ao século XIX
- 1460 — Cecília Bonville, 7.ª Baronesa Harington e 2.° Baronesa Bonville (m. 1529)
- 1468 — João, Eleitor da Saxônia (m. 1532)
- 1470 — Carlos VIII de França (m. 1498).
- 1478 — João, Príncipe das Astúrias (m. 1497).
- 1503 — João Frederico I, Eleitor da Saxônia (m. 1554).
- 1653 — Cristina Guilhermina de Hesse-Homburgo, duquesa de Mecklemburgo-Grabow (m. 1722).
- 1685 — John Gay, poeta britânico (m. 1732).
- 1755 — Paul Barras, nobre e político francês (m. 1829).
- 1758 — António Leal Moreira, compositor português (m. 1819).
- 1789 — Horace Vernet, pintor francês (m. 1863).
- 1791 — Félix Savart, físico e médico francês (m. 1841).

### Século XIX
- 1801 — Frédéric Bastiat, economista francês (m. 1850).
- 1802 — Benjamin Fitzpatrick, político e advogado estadunidense (m. 1869).
- 1807 — Friedrich Theodor Vischer, filósofo alemão (m. 1887).
- 1814 — Franz von Dingelstedt, poeta e dramaturgo alemão (m. 1881).
- 1817 — Joseph Dalton Hooker, botânico e explorador britânico (m. 1911).
- 1819 — William A. Wheeler, político estadunidense (m. 1887).
- 1825
  - Hervé, compositor francês (m. 1892).
  - Ferdinand von Mueller, botânico alemão (m. 1896).
- 1843 — Ernest Mason Satow, diplomata britânico (m. 1929).
- 1845 — Juan Bautista Gaona, político paraguaio (m. 1932).
- 1853 — Adolf Furtwängler, arqueólogo e historiador de arte alemão (m. 1907).
- 1869 — Rudolf Rittner, ator e diretor alemão (m. 1943).
- 1871 — Alfredo da Silva, empresário português (m. 1942).
- 1875 — José, Duque de Parma (m. 1950).
- 1882 — Sven Lidman, poeta e escritor sueco (m. 1960).
- 1884
  - Georges Duhamel, escritor francês (m. 1966).
  - Franz Halder, oficial alemão (m. 1972).
- 1885 — Heinrich Schomburgk, tenista alemão (m. 1965).
- 1890 — Gertrude McCoy, atriz estadunidense (m. 1967).
- 1892
  - Oswald Pohl, oficial alemão (m. 1951).
  - Armand Swartenbroeks, futebolista belga (m. 1980).
  - Alice B. Russell, atriz estadunidense (m. 1984).
- 1893 — Walter Ulbricht, líder comunista alemão (m. 1973).
- 1898 — Alfredo Duhalde Vásquez, político chileno (m. 1985).
- 1899 — Madge Bellamy, atriz estadunidense (m. 1990).
- 1900 — Beatrix Loughran, patinadora artística estadunidense (m. 1975).

### Século XX

#### 1901–1950
- 1903 — József Takács, futebolista húngaro (m. 1983).
- 1904 — Glenda Farrell, atriz estadunidense (m. 1971).
- 1906
  - Anthony Mann, cineasta estadunidense (m. 1967).
  - Tribhuvan do Nepal (m. 1955).
- 1909 — Juan Bosch, político, historiador e escritor dominicano (m. 2001).
- 1911 — Czesław Miłosz, escritor e poeta polonês (m. 2004).
- 1912
  - Ludwig Bölkow, engenheiro alemão (m. 2003).
  - Leopoldo Zea, filósofo mexicano (m. 2004).
- 1913 — Alfonso López Michelsen, político e jurista colombiano (m. 2007).
- 1914
  - Francisco da Costa Gomes, militar e político português (m. 2001).
  - Vladimir Chelomei, cientista soviético (m. 1984).
- 1915 — Gardner Ackley, economista e diplomata estadunidense (m. 1998)
- 1916 — Dénes Pataky, patinador artístico húngaro (m. 1987).
- 1917
  - Susan Hayward, atriz estadunidense (m. 1975).
  - Lena Horne, cantora e atriz estadunidense (m. 2010)
- 1919 — Ed Yost, inventor estadunidense (m. 2007).
- 1921 — Oswaldo López Arellano, político e militar hondurenho (m. 2010).
- 1926
  - Paul Berg, bioquímico estadunidense (m. 2023).
  - Nikolai Vladimirovich Zateyev, militar russo (m. 1998).
- 1927
  - Shirley Fry, tenista estadunidense (m. 2021).
  - James Goldman, roteirista, dramaturgo e escritor estadunidense (m. 1998).
- 1930
  - Ahmed Yamani, político saudita (m. 2021).
  - Thomas Sowell, escritor, economista e filósofo estadunidense.
- 1931
  - Andrew Hill, músico estadunidense (m. 2007).
  - Gilberto Mendonça Teles, poeta e escritor brasileiro (m. 2024).
- 1932 — Mongo Beti, escritor camaronês (m. 2001).
- 1933
  - Tomislav Ivić, futebolista e treinador de futebol croata (m. 2011).
  - Lea Massari, atriz italiana (m. 2025).
- 1934 — Bresser-Pereira, economista e cientista político brasileiro.
- 1936
  - Assia Djebar, escritora argelina (m. 2015).
  - Nancy Dussault, atriz estadunidense.
- 1937 — Noel Black, diretor, produtor e roteirista estadunidense (m. 2014).
- 1939
  - José Emilio Pacheco, poeta e escritor mexicano (m. 2014).
  - Fernando Gomes de Oliveira, político brasileiro (m. 2022).
  - Marcos Vilaça, escritor, advogado, professor e poeta brasileiro (m. 2025).
- 1940 — Víctor Erice, cineasta espanhol.
- 1942
  - Jean-Baptiste Ouédraogo, militar e político burquinês.
  - Robert Ballard, oceanógrafo estadunidense.
- 1943 — Florence Ballard, cantora estadunidense (m. 1976).
- 1944 — Terry Funk, wrestler e ator estadunidense (m. 2023).
- 1945 — Bobby di Carlo, cantor brasileiro.
- 1947
  - Jurandyr Ross, geógrafo brasileiro.
  - Fuad Noman, economista e político brasileiro (m. 2025).
- 1948
  - Raymond Leo Burke, religioso estadunidense.
  - Isabelita dos Patins, drag queen argentina.
- 1949
  - Silvio Aquino, ex-futebolista salvadorenho.
  - Martinha, cantora brasileira.
  - Alain Finkielkraut, filósofo francês.
- 1950
  - Carlos Recinos, ex-futebolista e treinador de futebol salvadorenho.
  - Leonard Whiting, ator e cantor britânico.

#### 1951–2000
- 1951
  - Stanley Clarke, músico estadunidense.
  - Pohiva Tuʻiʻonetoa, político tonganês (m. 2023).
  - Stephen Oswald, ex-astronauta estadunidense.
- 1952 — David Garrison, ator estadunidense.
- 1953 — Krystyna Bochenek, política polonesa (m. 2010).
- 1954 — Serj Sargsyan, político armênio.
- 1956
  - David Alan Grier, ator, cantor e comediante estadunidense.
  - Carlos Lema Garcia, bispo brasileiro.
- 1957
  - Zezé, futebolista brasileiro (m. 2008).
  - Doug Sampson, músico britânico.
- 1958 — Irina Vorobieva, patinadora artística russa (m. 2022).
- 1959
  - Vincent D'Onofrio, ator estadunidense.
  - Brendan Perry, cantor, compositor, músico e produtor musical britânico.
  - Victor Wagner, ator brasileiro.
- 1960
  - Tony Bellotto, guitarrista, escritor e compositor brasileiro.
  - James Kwesi Appiah, ex-futebolista e treinador de futebol ganês.
  - Yahya Ould Ahmed El Waghef, político e economista mauritano.
  - Maad Ibrahim, ex-futebolista iraquiano.
- 1961 — Juarez Sousa da Silva, arcebispo brasileiro.
- 1963
  - Yngwie J. Malmsteen, músico sueco.
  - Olga Bryzgina, ex-velocista russa.
- 1964
  - Mark Waters, diretor de cinema estadunidense.
  - Alexandra, Condessa de Frederiksborg.
  - Andréa Dutra, cantora, compositora e jornalista brasileira.
  - Tobie Mimboe, ex-futebolista camaronês.
  - Martin Weinek, ator, enólogo e dublador austríaco.
- 1965
  - Anna Kondrashova, ex-patinadora artística russa.
  - Gary Pallister, ex-futebolista britânico.
- 1966
  - Mike Tyson, ex-pugilista estadunidense.
  - Marton Csokas, ator neozelandês.
  - Andrey Abduvaliyev, ex-atleta tadjique.
- 1967
  - David Busst, ex-futebolista britânico.
  - Gareth Rees, ex-jogador de rugby canadense.
- 1968 — Phil Anselmo, músico estadunidense.
- 1969
  - Dira Paes, atriz brasileira.
  - Alphonse Yombi, ex-futebolista camaronês.
  - Carlos Llamosa, ex-futebolista estadunidense.
- 1970
  - Antonio Chimenti, ex-futebolista italiano.
  - Leonardo Sbaraglia, ator argentino.
- 1971
  - Monica Potter, atriz estadunidense.
  - Frank Leo, arcebispo canadense.
  - Michael Teschl, cantor e compositor dinamarquês.
  - Miguel Damião, ator português.
- 1972
  - Ramon Menezes, ex-futebolista e treinador de futebol brasileiro.
  - Molly Parker, atriz estadunidense.
  - Joona Laukka, ex-ciclista finlandês.
- 1973 — Frank Rost, ex-futebolista alemão.
- 1974 — Michael Hill, ex-tenista australiano.
- 1975
  - Ralf Schumacher, ex-automobilista alemão.
  - Ibrahim Al-Shokia, ex-futebolista saudita.
  - Rami Shaaban, ex-futebolista sueco.
- 1977
  - Tathiana Garbin, ex-tenista italiana.
  - Colton Dunn, ator, produtor e roteirista estadunidense.
  - Justo Villar, ex-futebolista paraguaio.
- 1978
  - Gustavo Florentín, ex-futebolista e treinador de futebol paraguaio.
  - Claudio Rivalta, ex-futebolista e treinador de futebol italiano.
- 1979
  - Matisyahu, cantor estadunidense.
  - Sylvain Chavanel, ex-ciclista francês.
  - Etienne Stott, canoísta britânico.
  - Albano Jerónimo, ator português.
- 1980
  - Nina Morena, atriz brasileira.
  - Seyi Olofinjana, ex-futebolista nigeriano.
- 1981
  - Can Artam, automobilista turco.
  - Vahina Giocante, atriz francesa.
  - Tom Burke, ator britânico.
  - Barbora Špotáková, ex-atleta de lançamento de dardo tcheca.
  - Geoffroy Lequatre, ex-ciclista francês.
- 1982
  - Andy Knowles, músico britânico.
  - Lizzy Caplan, atriz estadunidense.
  - Erick Delgado, ex-futebolista peruano.
  - Zach Makovsky, lutador norte-americano de artes marciais mistas.
- 1983
  - Angela Sarafyan, atriz armênio-americana.
  - Cheryl Cole, cantora britânica.
- 1984
  - Fantasia Barrino, cantora e atriz estadunidense.
  - Gustavo Ilha, velejador brasileiro.
  - Gabriel Badilla, futebolista costarriquenho (n. 2016).
  - Miles Austin, jogador de futebol americano estadunidense.
  - Johnny Leoni, ex-futebolista suíço.
- 1985
  - Cody Rhodes, lutador de luta livre estadunidense.
  - Michael Phelps, ex-nadador estadunidense.
  - Rafał Blechacz, pianista polonês.
  - Gil Jung, modelo e atriz brasileira.
- 1986
  - Alicia Fox, wrestler e modelo estadunidense.
  - Fredy Guarín, ex-futebolista colombiano.
- 1987 — Kazushige Kirihata, futebolista japonês.
- 1988
  - Alex Cazumba, futebolista brasileiro.
  - Sean Marquette, ator estadunidense.
  - Pierdavide Carone, cantor italiano.
  - Diogo Costa Reis, ator português.
- 1989
  - Miguel Vítor, futebolista português-israelense.
  - Asbel Kiprop, atleta queniano.
  - Élida Muniz, atriz, apresentadora e estilista brasileira.
  - Damián Lizio, futebolista boliviano.
  - Bruno Fratus, nadador brasileiro.
- 1990
  - Facundo Bertoglio, ex-futebolista argentino.
  - Dusan Lajovic, tenista sérvio.
  - Darío Lezcano, futebolista paraguaio.
- 1992
  - Chay Suede, ator e cantor brasileiro.
  - Jovana Stevanović, jogadora de vôlei sérvia.
  - Grace Prendergast, ex-remadora neozelandesa.
  - Mohamed Benyahia, futebolista argelino.
- 1993
  - Alexander Evtushenko, ciclista russo.
  - Pedro Pichardo, atleta de salto triplo cubano-português.
- 1994 — Jonathan Bolingi, futebolista congolês.
- 1995
  - Marina Ruy Barbosa, atriz brasileira.
  - Kristoffer Olsson, futebolista sueco.
  - Andrea Petagna, futebolista italiano.
- 1996
  - Elliot Fletcher, ator e dublador norte-americano.
  - Leonardo Gomes, futebolista brasileiro.
- 1997
  - Yeferson Soteldo, futebolista venezuelano.
  - Toni Martínez, futebolista espanhol.
- 1998
  - Matheus Fernandes, futebolista brasileiro.
  - Houssem Aouar, futebolista francês.
- 1999 — Yui Susaki, lutadora japonesa.
- 2000 — Calan Williams, automobilista australiano.

### Século XXI
- 2001
  - Destroy Lonely, rapper e compositor norte-americano.
  - Emerson Batalla, futebolista colombiano.
  - Morato, futebolista brasileiro.

## Mortes

Chico Xavier

Chacrinha

Technoblade

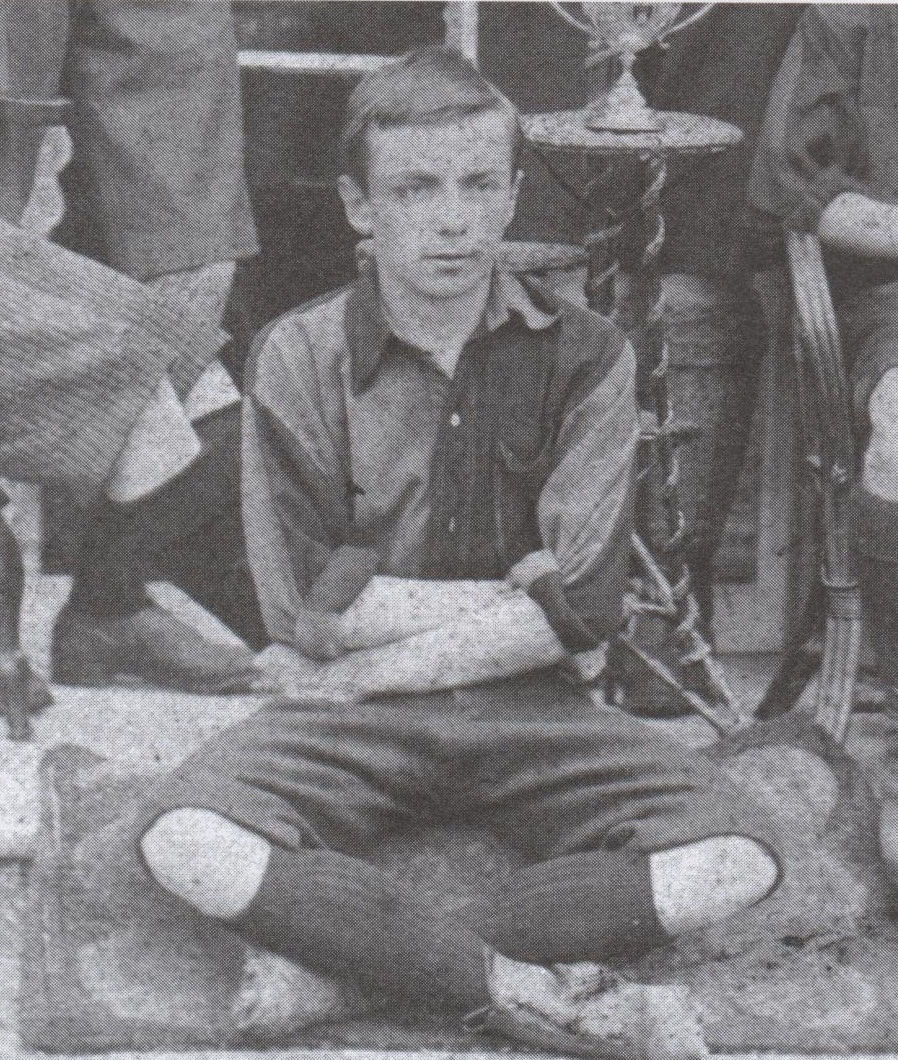
Charles Miller

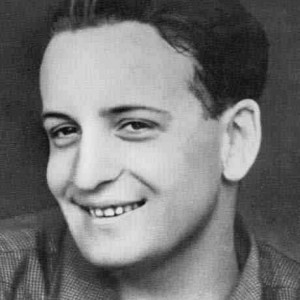
Dino Ferrari

### Anteriores ao século XIX
- 0350 — Nepociano, usurpador do Império Romano (n. ?).
- 0718 — Erentrude, abadessa e santa cristã
- 1066 — Teobaldo de Provins, eremita e santo francês (n. 1033).
- 1224 — Adolfo de Osnabrueck, monge e santo alemão (n. 1185).
- 1538 — Carlos II, Duque de Gueldres, duque de Gueldres (n. 1467).
- 1660 — William Oughtred, matemático inglês (n. 1575).
- 1670 — Henriqueta Ana da Inglaterra, princesa inglesa (n. 1644).
- 1685 — Archibald Campbell, 9.º Conde de Argyll (n. 1629).
- 1785 — James Edward Oglethorpe, filantropo e general britânico (n. 1696).

### Século XIX
- 1818 — Manuel de Almeida de Carvalho, bispo brasileiro (n. 1747).
- 1857 — Alcide Dessalines d'Orbigny, naturalista e explorador francês (n. 1802).
- 1880 — George Paget, político e soldado britânico (n. 1818).
- 1881 — Gustav von Alvensleben, militar prussiano (n. 1803).
- 1882 — Alberto Henschel, fotógrafo teuto-brasileiro (n. 1827).

### Século XX
- 1919 — John William Strutt, matemático britânico (n. 1842).
- 1928 — Landell de Moura, padre e cientista brasileiro (n. 1861).
- 1934
  - Erich Klausener, político alemão (n. 1885).
  - Kurt von Schleicher, político alemão (n. 1882).
  - Gregor Strasser, político alemão (n. 1884).
  - Gustav Ritter von Kahr, político alemão (n. 1862).
- 1953 — Charles Miller, esportista brasileiro (n. 1874).
- 1956 — Dino Ferrari, engenheiro automobilístico italiano (n. 1932).
- 1957 — José Rodrigues Leite e Oiticica, anarquista e filólogo brasileiro (n. 1882).
- 1961 — Lee De Forest, físico e inventor estadunidense (n. 1873).
- 1966 — Giuseppe Farina, automobilista italiano (n. 1906).
- 1971
  - Viktor Patsayev, cosmonauta soviético (n. 1933).
  - Georgi Dobrovolski, cosmonauta soviético (n. 1928).
  - Vladislav Volkov, cosmonauta soviético (n. 1935).
- 1973 — Vasyl Velychkovsky, prelado soviético (n. 1903).
- 1974 — Vannevar Bush, engenheiro, inventor e político estadunidense (n. 1890).
- 1988 — Chacrinha, apresentador brasileiro de rádio e televisão (n. 1916).
- 1992 — André Hébuterne, pintor francês (n. 1894).
- 1995 — Georgi Beregovoi, cosmonauta soviético (n. 1921).
- 1997 — Luís Cristóvão dos Santos, escritor, folclorista e jornalista brasileiro (n. 1916).
- 1999 — Édouard Boubat, fotógrafo estadunidense (n. 1923).

### Século XXI
- 2001 — Chet Atkins, guitarrista e produtor musical estadunidense (n. 1924).
- 2002 — Chico Xavier, médium espírita brasileiro (n. 1910).
- 2004 — António Sousa Freitas, poeta português (n. 1921).
- 2007 — Júlio Lerner, jornalista brasileiro (n. 1939).
- 2009
  - Pina Bausch, coreógrafa e dançarina alemã (n. 1940).
  - Harve Presnell, ator e cantor estadunidense (n. 1933).
- 2012 — Yitzhak Shamir, político israelense (n. 1915).
- 2013 — Thompson Oliha, futebolista nigeriano (n. 1969).
- 2014 — Paul Mazursky, ator, diretor, produtor e roteirista americano (n. 1930).
- 2015 — Leonard Starr, escritor e ilustrador americano (n. 1925).
- 2017 — Simone Veil, advogada e política francesa (n. 1927).
- 2022 — Technoblade, youtuber estadunidense (n. 1999).
- 2025 — Mary Terezinha, cantora, compositora e acordeonista brasileira (n. 1948).

## Feriados e eventos cíclicos
- Dia Internacional do Asteroide
- Dia Internacional do Profissional em Biotecnologia
- Dia Internacional do Parlamentarismo
- Dia da Mídia Social

### Brasil
- Dia Nacional do Bumba Meu Boi
- Dia do Fiscal Federal Agropecuário
- Aniversário do município de Porto Seguro, Bahia.
- Aniversário do município de Comendador Levy Gasparian, Rio de Janeiro.

### Cristianismo
- Adolfo de Osnabrueck
- Erentrude
- Gennaro Maria Sarnelli
- Marçal de Limoges
- Protomártires da Igreja de Roma
- Raimundo Lúlio
- Vasyl Velychkovsky

## Outros calendários
- No calendário romano era o dia da véspera das calendas de julho.
- No calendário litúrgico tem a letra dominical F para o dia da semana.
- No calendário gregoriano a epacta do dia é .xxvii..